# National Council of Nigeria and the Cameroons
National Council of Nigeria and the Cameroons (NCNC, d.i. Nationale Raad van Nigeria en de Kameroens), was een Nigeriaanse politieke partij (1944-1966). De partij werd in 1944 opgericht door dr. Nnamdi Azikiwe en Herbert Macaulay. De NCNC was in feite een coalitie van nationalistische partijen, culturele verenigingen en arbeidersbewegingen.
In 1952 werd Azikiwe namens de NCNC premier van de Federatie van Nigeria en twee jaar later premier van Oost-Nigeria. Na de onafhankelijkheid van de Federatie van Nigeria was Azikiwe gouverneur-generaal (1960-63) en, na de uitroeping van de republiek Nigeria, president (1963-66).
De NCNC werd er door tegenstanders van beschuldigd vooral op te komen voor de belangen van de Ibo-bevolking. Inderdaad diende Azikiwe later als diplomaat onder het door de Ibo gedomineerde Biafra.
Zie ook: Lijst van staatshoofden en premiers van Nigeria